# Boriza eglossa
Boriza eglossa är en fjärilsart som beskrevs av William James Kaye 1924. Boriza eglossa ingår i släktet Boriza och familjen tandspinnare. Inga underarter finns listade i Catalogue of Life.